# Панта Сречкович
Пантелия (Панта) Сречкович (на сръбски: Пантелија, Панта Срећковић или Pantelija, Panta Srećković) е сръбски учен, един от главните идеолози на сръбската пропаганда в Македония.

## Биография
Сречкович е роден на 15 ноември 1834 година във Велико Кръчмаре, Сърбия. Става учител по обща история в Лицея в Белград в 1859 година. В периода 1872 - 1893 година е професор и ръководител на катедрата по национална история във Великата школа (днес Белградски университет) в Белград.
Развива широка дейност по разпространяването на сръбска учебна литература в населените места в Македония. Сречкович е сред инициаторите за привличане на деца от Македония за обучение в сръбски училища, които след това да бъдат използвани за цели на сръбската пропаганда в областта.
Представител на романтичното направление в сърбската историография, Панта Сречкович се противопоставя на позитивистичната школа, водена от Иларион Руварац, Любомир Ковачевич и други. Той е автор на трудове по сръбска история, но научната им стойност се подлага на съмнение от сръбски историци и писатели като Владимир Дедиер, Иво Андрич и други. Радован Самарджич го определя като „недоучен“.
Умира на 21 юли 1901 година в Белград.